# Estat estacionari (mecànica quàntica)
En mecànica quàntica un estat estacionari és una autofunció del hamiltonià, o en altres paraules, un estat amb una energia fixa. S'anomena estacionari perquè el sistema, en absència de pertorbacions externes, roman indefinidament en aquest estat. Per tant, un sistema que es trobi en un estat estacionari, no es troba subjecte a canvis cap a altres estats. L'energia del sistema es conserva en absència de pertorbacions externes.
En la pràctica, els estats estacionaris no són "estacionaris" per a sempre. Realment es refereixen a autofuncions del Hamiltonià en el qual s'han ignorat petits efectes de pertorbació. Aquesta terminologia permet discutir les autofuncions del Hamiltonià no pertorbat considerant que la pertorbació pot causar, eventualment, el desintegració cap a l'estat estacionari. Això implica que l'únic estat estacionari de debò és l'estat fonamental.

## Evolució temporal dels estats estacionaris
L'equació de Schrödinger permet obtenir l'evolució amb el temps de l'estat d'un sistema. Així, en la representació de posició s'expressa com: 

(1){\displaystyle i\hbar {\partial \Psi (\mathbf {r} ,t) \over \partial t}=-{\hbar ^{2} \over 2m}{\overrightarrow {\nabla }}^{2}\Psi (\mathbf {r} ,t)+V(\mathbf {r} ,t)\Psi (\mathbf {r} ,t)}

On {\displaystyle {\overrightarrow {\nabla }}^{2}\,} és l'operador laplacià.
Per al cas d'un sistema conservatiu l'energia potencial no depèn del temps. Així, {\displaystyle V=V(mathbf{r})}, pel que podem buscar solucions mitjançant el mètode de separació de variables. En efecte, buscarem solucions del tipus: 

{\displaystyle \Psi (\mathbf {r} ,t)=\psi (\mathbf {r} )f(t)}

Substituint en l'equació de Schrödinger i reordenant, tenim

{\displaystyle i\hbar \psi (\mathbf {r} ){df(t) \over dt}=f(t)\left\{-{\hbar ^{2} \over 2m}{\overrightarrow {\nabla }}^{2}\psi (\mathbf {r} )+V(\mathbf {r} )\psi (\mathbf {r} )\right\}}

és a dir

{\displaystyle i\hbar {\frac {1}{f(t)}}{df(t) \over dt}={\frac {1}{\psi (\mathbf {r} )}}\left\{-{\hbar ^{2} \over 2m}{\overrightarrow {\nabla }}^{2}\psi (\mathbf {r} )+V(\mathbf {r} )\psi (\mathbf {r} )\right\}}

Com el primer terme depèn només del temps (i per tant és vàlid per a qualsevol valor de r) mentre que el segon depèn només de r (i per tant és vàlid per a qualsevol t), i ambdós són iguals, vam arribar a la conclusió que ambdós han de ser constants. Com el segon terme té dimensions d'energia, anomenarem a aquesta constant E. Veiem, que la funció d'ona pren la forma 

{\displaystyle \Psi (\mathbf {r} ,t)=\psi (\mathbf {r} )e^{-iEt/\hbar }}

on {\displaystyle \psi (\mathbf {r} )} és la solució de l'equació de Schrödinger independent del temps

{\displaystyle -{\hbar ^{2} \over 2m}{\overrightarrow {\nabla }}^{2}\psi (\mathbf {r} )+V(\mathbf {r} )\psi (\mathbf {r} )=E\psi (\mathbf {r} )}

és a dir, és una autofunción del Hamiltonià {\displaystyle {\hat {H}}\psi =E\psi }.
La principal característica dels estats estacionaris és que la densitat de probabilitat és independent del temps. En efecte, en aquest cas 

{\displaystyle |\Psi (\mathbf {r} ,t)|^{2}=\Psi ^{*}(\mathbf {r} ,t)\Psi (\mathbf {r} ,t)=\psi ^{*}(\mathbf {r} )e^{iEt/\hbar }\psi (\mathbf {r} )e^{-iEt/\hbar }=\psi ^{*}(\mathbf {r} )\psi (\mathbf {r} )=|\psi (\mathbf {r} )|^{2}}

## Estat fonamental

Representació de la part real, part imaginària i la densitat de probabilitat de l'estat fonamental d'una partícula en una caixa de longitud L
.
Vegeu que la densitat de probabilitat no varia amb el temps, conseqüència que és un estat estacionari.

En química i física, l'estat fonamental d'un sistema és el seu estat quàntic de menor energia. Qualsevol estat d'energia superior al de l'estat fonamental es considera un estat excitat.
Si hi ha més d'un estat de mínima energia, s'anomenen estats degenerats. Molts sistemes tenen estats fonamentals degenerats, per exemple l'àtom d'hidrogen o la molècula d'oxigen (i a això deu el seu paramagnetisme).
D'acord amb la tercera llei de la termodinàmica, un sistema en el zero absolut de temperatura està en el seu estat fonamental, i la seva entropia està determinada per la seva degeneració. Molts sistemes, com les xarxes cristal·lines, tenen un estat fonamental únic i, per tant, tenen entropia nul·la en el zero absolut (perquè ln(1)=0).